# 安田卓平
安田 卓平（やすだ たくへい、1996年5月20日 - ）は、日本出身のラグビーユニオン選手。2025年現在ジャパンラグビーリーグワンに参戦する浦安D-Rocksに所属している。

## プロフィール
- 京都府出身[1]。
- ポジションはフルバック(FB)
- 身長 176 cm、体重 76 kg
- 日本代表キャップは2。（2016年5月現在）。
- U20日本代表に選ばれたことがある[2]。

## 略歴
2015年、同志社高校卒業後、同志社大学に入る。なお同志社高校時代、高校日本代表に選ばれたことがある。　
2016年5月21日に行われた2016年アジアラグビーチャンピオンシップ第3戦韓国戦で先発出場で日本代表初キャップを獲得した。
2019年、同志社大学卒業後、NTTコミュニケーションズシャイニングアークスに加入。　
2020年2月15日にジャパンラグビートップリーグ第5節宗像サニックスブルース戦に先発出場で公式戦初出場を果たす。
2022年7月、NTT再編に伴う新チーム浦安D-Rocks選手スコッドに選ばれた。

## 受賞歴

### ジャパンラグビーリーグワン
- 2023-24 最多トライゲッター(DIVISION 2)[9]